# NGC 623
NGC 623 es una galaxia elíptica (E) localizada en la dirección de la constelación de Sculptor. Posee una declinación de -36° 29' 24" y una ascensión recta de 1 horas, 35 minutos y 06,5 segundos.
La galaxia NGC 623 fue descubierta el 30 de noviembre de 1837 por John Herschel.